# Колесниченко, Иван Сазонович
Иван Сазонович Колесниченко (19 марта 1907— 13 августа 1984, Москва, СССР) — советский военный политработник, гвардии генерал-майор (1943).

## Биография
Родился в 19 марта 1907 года в селе Глубочек Тепликского района Винницкой области.
С 1924 года работал чернорабочим на мельнице..
В рядах РККА с 1932 года. Член ВКП(б) с 1927 года, занимал должности заведующего политпросветом и секретаря райкома Ленинский коммунистический союз молодёжи Украины (ЛКСМУ).
Член военного совета, бригадный комиссар 63 армии.(30.09.1942 - 01.11.1942)
Член военного совета, бригадный комиссар 1-й гвардейской армии.(04.11.1942 - 05.12.1942)
Член Военного совета 3-й гвардейской армии с 8 декабря 1942 по 9 июля 1945 года.
С сентября 1945 года начальник управления Советской военной администрации - заместитель начальника Советской военной администрации федеральной земли Тюрингия.
С 1946 по 1949 г начальник Советской военной администрации федеральной земли Тюрингия.В 1949-1950 года руководитель Советской контрольной комиссией в Германии
Умер в 1984 году. Захоронен на Кунцевском кладбище г. Москвы.

## Воинские звания
- Полковник (12.05.1942)
- генерал-майор (06.06.1943)

## Награды
СССР
- Два Ордена Ленина (29.05.1945 и 24.06.1948)
- Три Ордена Красного Знамени (21 апреля 1943,25.041.1944 и 20.04.1953)
- орден Суворова II степени (06.04.1945)
- орден Отечественной войны I степени (17.09.1943)
- орден Красной Звезды (30.11.1947)
  - Медали в том числе:
  - Медаль «За боевые заслуги»; (03.11.1944)
  - Медаль «За оборону Москвы»;
  - Медаль «За оборону Сталинграда»;
  - «За Победу над Германией в Великой Отечественной войне 1941—1945 гг.»;
  - Медаль «За взятие Берлина»;
  - «За освобождение Праги» (1945)

Других государств:
- орден Белого льва «За Победу» II степени (06.06.1945);
- Чехословацкий Военный крест 1939—1945 годов
- Орден «За заслуги перед Отечеством» (ГДР) в золоте.[5]
- Крест Храбрых;[6]

## Общественные почести
- 12 апреля 1965 г.  присвоено звание почетного гражданина Веймара.
- 7 октября 1969 г.  присвоено звание почетного гражданина Йены.